# Heteropoda binnaburra
Heteropoda binnaburra là một loài nhện trong họ Sparassidae.
Loài này thuộc chi Heteropoda. Heteropoda binnaburra được Hugh Davies miêu tả năm 1994.